# Elephant (film)
Elephant är en amerikansk dramafilm från 2003 i regi av Gus Van Sant.

## Handling
Filmen är inte uppbyggd som en filmberättelse med handling, utan är av dokumentär karaktär. Den väljer ut några elever (av vilka somliga är blivande offer) och visar vad de hade för sig timmarna innan skolan drabbas av ett våldsdåd. Filmen bygger på massakern i Columbine High School. Vi följer med personernas triviala göromål under vad som till ytan verkar vara en helt vanlig dag. Våldet visas distanserat, i softfocus. Filmen förklarar inte, utan kameran är på plats och konstaterar.   

## Om filmen
Stora delar av filmen improviserades. De flesta av studenterna spelas av vanliga personer utan tidigare skådespelarkarriär, och deras riktiga förnamn användes även i filmen. Regissören Gus Van Sant vann för Elephant Guldpalmen samt pris för bästa regissör vid Filmfestivalen i Cannes 2003.

## Rollista (i urval)
- John Robinson - John McFarland
- Alex Frost - Alex
- Elias McConnell - Elias
- Eric Deulen - Eric
- Nathan Tyson - Nathan
- Carrie Finklea - Carrie
- Kristen Hicks - Michelle